# Рођендан у студију
„Рођендан у студију” је југословенски ТВ филм из 1960. године. Режирала га је Мирјана Самарџић а сценарио је написала Душица Манојловић.

## Улоге
| Глумац       | Улога |
| ------------ | ----- |
| Рада Ђуричин |       |
| Милан Срдоч  |       |